# بلدة توسكولا (ميشيغان)
توسكولا (بالإنجليزية: Tuscola Township, Michigan)‏ هي بلدة تقع بولاية ميشيغان في الولايات المتحدة. تبلغ مساحتها 85.6 (كم²)، وترتفع عن سطح البحر 208 م، بلغ عدد سكانها 2152 نسمة في عام تعداد الولايات المتحدة 2000 حسب إحصاء مكتب تعداد الولايات المتحدة وتصل الكثافة السكانية فيها 25.2 نسمة/كم2.

## وصلات خارجية
- 1627180
- The US50 - Cities and Towns in Michigan State
- Michigan Cities and Towns, Facts, Map, Flag, Colleges, Government, and More